# Penedès
Il Penedès è una regione storico-geografica catalana, situata fra le province di Barcellona e Tarragona, che nella suddivisione comarcale del 1936 fu divisa fra le comarche dell'Alto Penedès, Basso Penedès, Garraf e Anoia. Il suo territorio è limitato a Sud dal Mar Mediterraneo e a Est, Nord e Ovest dalle serre litorali e prelitorali catalane. Si tratta di un territorio omogeneo e relativamente pianeggiante situato fra le conche del Foix e l'Anoia.